# 地中海三鬚鱈
地中海三鬚鱈，為輻鰭魚綱鱈形目江鱈科的其中一種，分布於東大西洋區，從不列顛群島至比斯開灣、地中海、黑海等海域，棲息深度可達450公尺，體長可達50公分，為底棲性魚類，生活在海藻生長的岩石海域，屬雜食性，以藻類、貝類、蠕蟲、甲殼類為食，可做為食用魚。

## 擴展閱讀
維基物種上的相關：地中海三鬚鱈